# Louis Sussmann-Hellborn

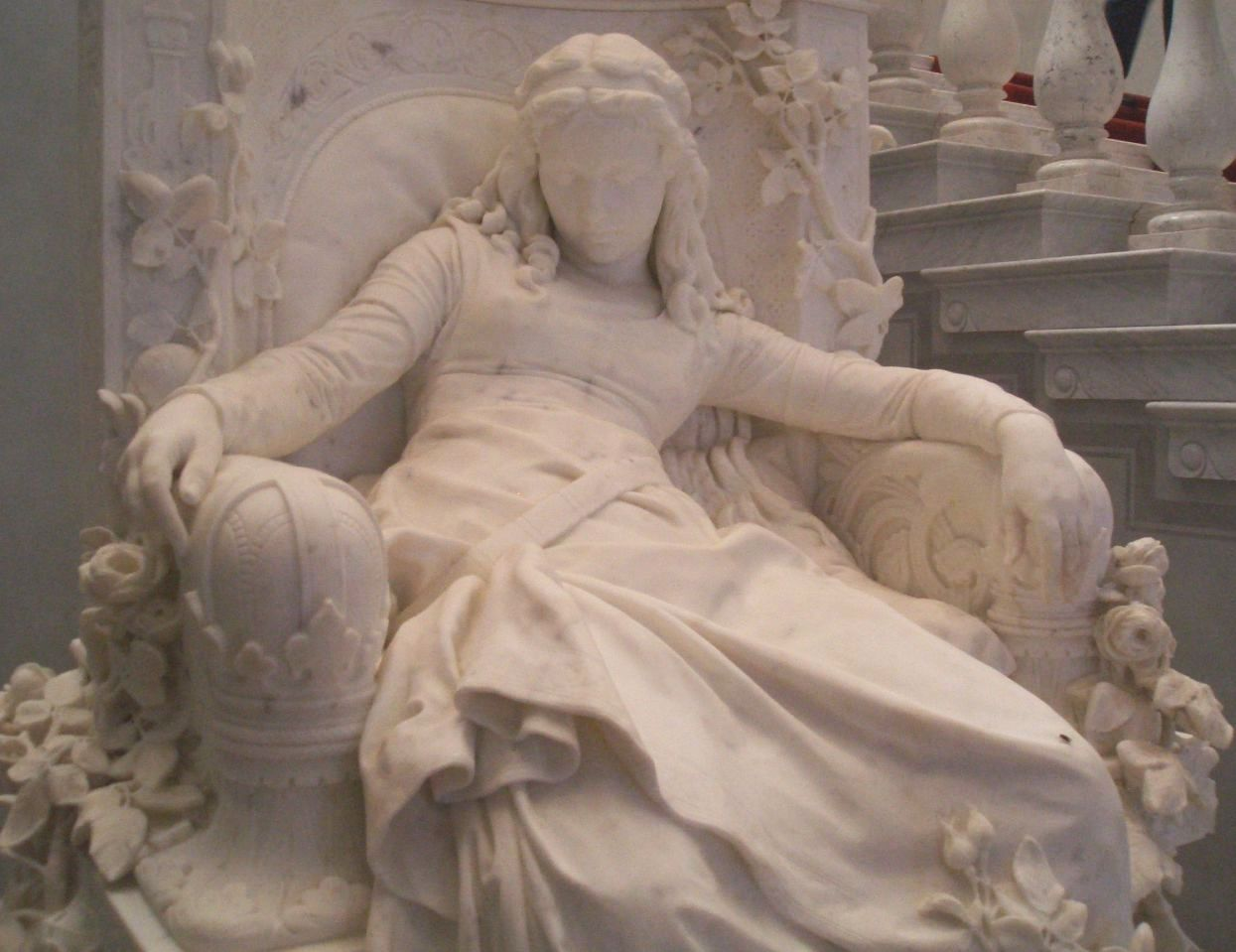
Dornröschen, la sua opera più famosa, conservata allAlte Nationalgalerie.

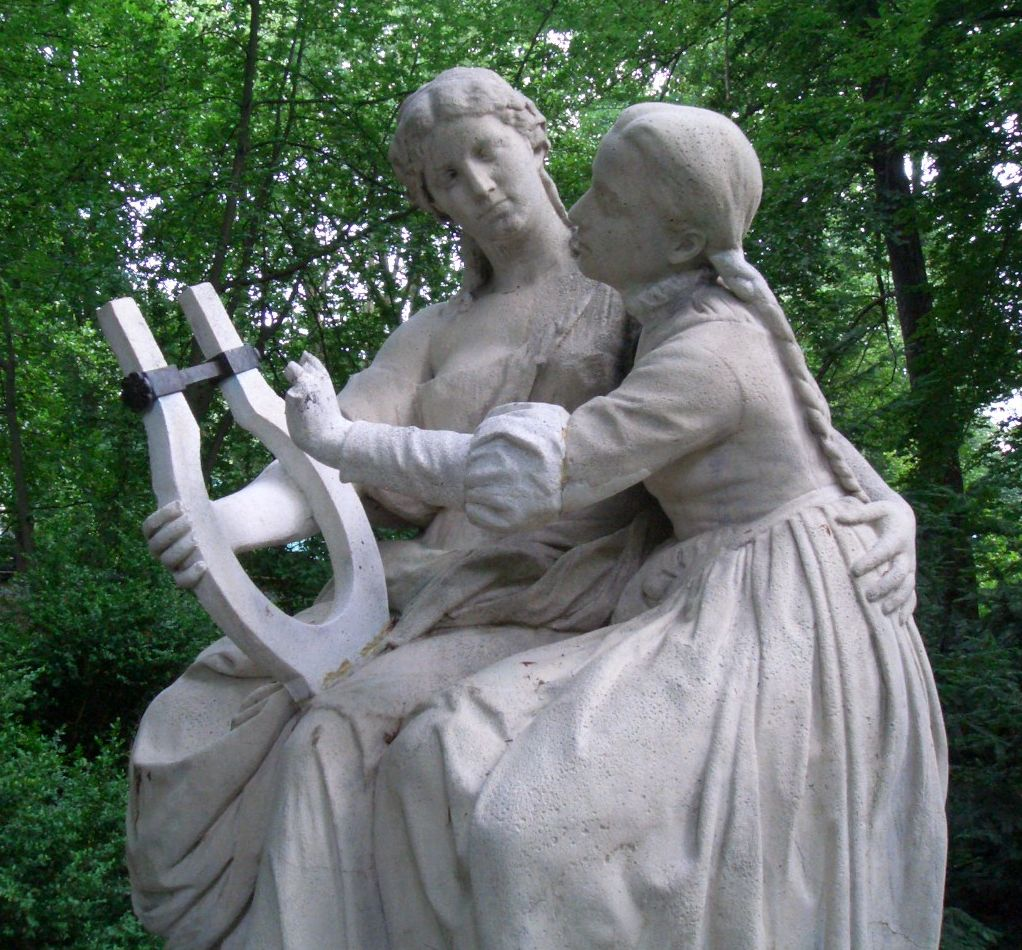
Volksgesang, gruppo scultore situato al Großer Tiergarten.

Louis Sussmann-Hellborn, o Ludwig Sussman-Hellborn (Sußmann-Hellborn; Berlino, 20 marzo 1828 – Berlino, 15 agosto 1908), è stato un pittore, scultore, collezionista e imprenditore d'arte tedesco.

## Biografia
Nacque a Berlino. Ricevette una formazione in scultura all'Accademia delle arti di Prussia. Compì viaggi di studio in Francia, in Belgio e in Inghilterra. Dal 1852 al 1856 risiedette a Roma. La prima grande mostra dei suoi lavori fu organizzata nella città natale l'anno del rimpatriò. La sua villa a Tiegarten fu uno degli edifici più rappresentativi del quartiere e divenne celebre e frequentato dall'alta società di Berlino. Nel 1875, da Arnold Böcklin, acquistò per 10.000 marchi il dipinto Meeresidylle (trad. lett. "Idillio marino"), anche noto come Triton und Nereide ("Tritone e Nereide"), localizzato presso la Galleria Nazionale dal 1945.
Tra i fondatori del Museo Reale delle Arti Decorative, fu coinvolto anche nella realizzazione della sede e delle collezioni scultoree per il Museo Reale di Berlino. Diresse la Königliche Porzellan-Manufaktur Berlin (KPM, "Reale Manifattura di Porcellane di Berlino") dal 1882 al 1887. Con Otto Lessing (1846–1912), sono stati i soli scultori dell'Associazione berlinese degli architetti, grazie alla loro riconosciuta attività di scultura applicata.
Si sposò con Bertha Hellborn.
Dopo la sua dipartita fu sepolto al cimitero ebraico di Schönhauser Allee.

## Opere
- Dal 1852 al 1856: Haarflechtende Italienerin; Trunkener Faun; Verlassene Psyche; Amor in Waffen; Knabe als Kandelaberträger; Porträtrelief Eduard Magnus, Alter Dorotheenstädtischer und Friedrichswerderscher Friedhof Berlin.
- 1862: Statue König Friedrich II. für Brieg.
- 1869: Statue König Friedrich II per la sala dei banchetti del Municipio Rosso (distrutto); Statue König Friedrich-Wilhelm III nella medesima sede.
- 1875: Das deutsche Lied (un gruppo allegorico femminile rappresentanti la "canzone folclorica" e la "canzone d'arte"), Berlin-Tiergarten (una copia di Hans Starcke, ripresa dall'originale incastonato nel Monumento Nazionale Prussiano del Kreuzberg).
- 1878: Dornröschen, Alte Nationalgalerie; Lautenspieler, Alte Nationalgalerie.
- 1881: Sitzfigur Hans Holbein al Martin-Gropius-Bau Berlin (pesantemente danneggiato); Sitzfigur Peter Vischer al Martin-Gropius-Bau Berlin (gravemente danneggiato).

Oltre a questi, proseguì avvantaggiando sempre una prolifica attività scultorea, dedicandosi anche a numerosi progetti di smalti decorativi per la Fa. (Compagnia) Ravené & Sussmann-Hellborn.